# Методије Антиохијски
Патријарх Методије Баросис  (грч. Ο Πατριαρχης Μεθοδιος  1771, Наксос — 6. јул 1850) — епископ Антиохијске православне цркве; од 1823. до 1850. – Патријарх антиохијски и свег Истока.
Рођен 1771. на острву Наксос. Није добијао систематско духовно образовање, али се одликовао разборитошћу и приврженошћу православној побожности. Пре избора за Антиохијског патријарха, био је ђакон и протосинђел Паронаксијске митрополије. После упокојења митрополита Неофита паронског (Лахобарског), 1811. године прелази у Цариград, где је 25. маја 1823. године изабран за антиохијског патријарха.
Године 1826, за време Грчког устанка, по наређењу султана Махмуда II затворен је и тек на дан Ускрса пуштен је из затвора, након чега је поново приведен.
Током читавог периода патријаршије, он је покушавао да побољша црквени живот, али је Бејрутски устанак 1848. свео ове напоре на нулу.
Преминуо 6. јула 1850. у Дамаску.